# Тајрон Мингс
Тајрон Деон Мингс (енгл. Tyrone Deon Mings; 13. март 1993) професионални је енглески фудбалер који игра на позицији центархалфа. Тренутно наступа за Астон Вилу и репрезентацију Енглеске.

## Клупска каријера

### Борнмут
Дана 26. јуна 2015. Мингс је потписао четворогодишњи уговор са Борнмутом. Премијерлигашки деби забележио је у августу против Лестер Ситија. На тој утакмици је доживео озбиљну повреду колена због које је паузирао од фудбала годину и по дана.

### Астон Вила
Дана 31. јануара 2019. године Мингс се придружио Астон Вили као позајмљен играч. Дебитовао је 2. фебруара против Рединга. Утакмица је била предмет контроверзи након инцидента у којем је Мингс стао на лице нападача Рединга Нелсона Оливеире након борбе за лопту. Мингс је постигао свој први гол за Астон Вилу 8. фебруара 2019. против Шефилд јунајтеда. Званично је постао играч Астон Виле 8. јула 2019. године.

## Репрезентативна каријера
За сениорску репрезентацију Енглеске дебитовао је против Бугарске у октобру 2019. године. Био је у саставу Енглеске на ЕП 2020.